# Odontonia katoi
Odontonia katoi (лат.) — вид морских креветок из семейства Palaemonidae. Длина тела 3,5—3,8 мм. Встречаются на глубине около 20 метров. Обитают на коралловых рифах Индийского и Тихого океанов, в том числе в заливе Нячанг (Южный Вьетнам). Живут в симбиозе с асцидиями Polycarpa aurata, населяя их жаберные камеры.

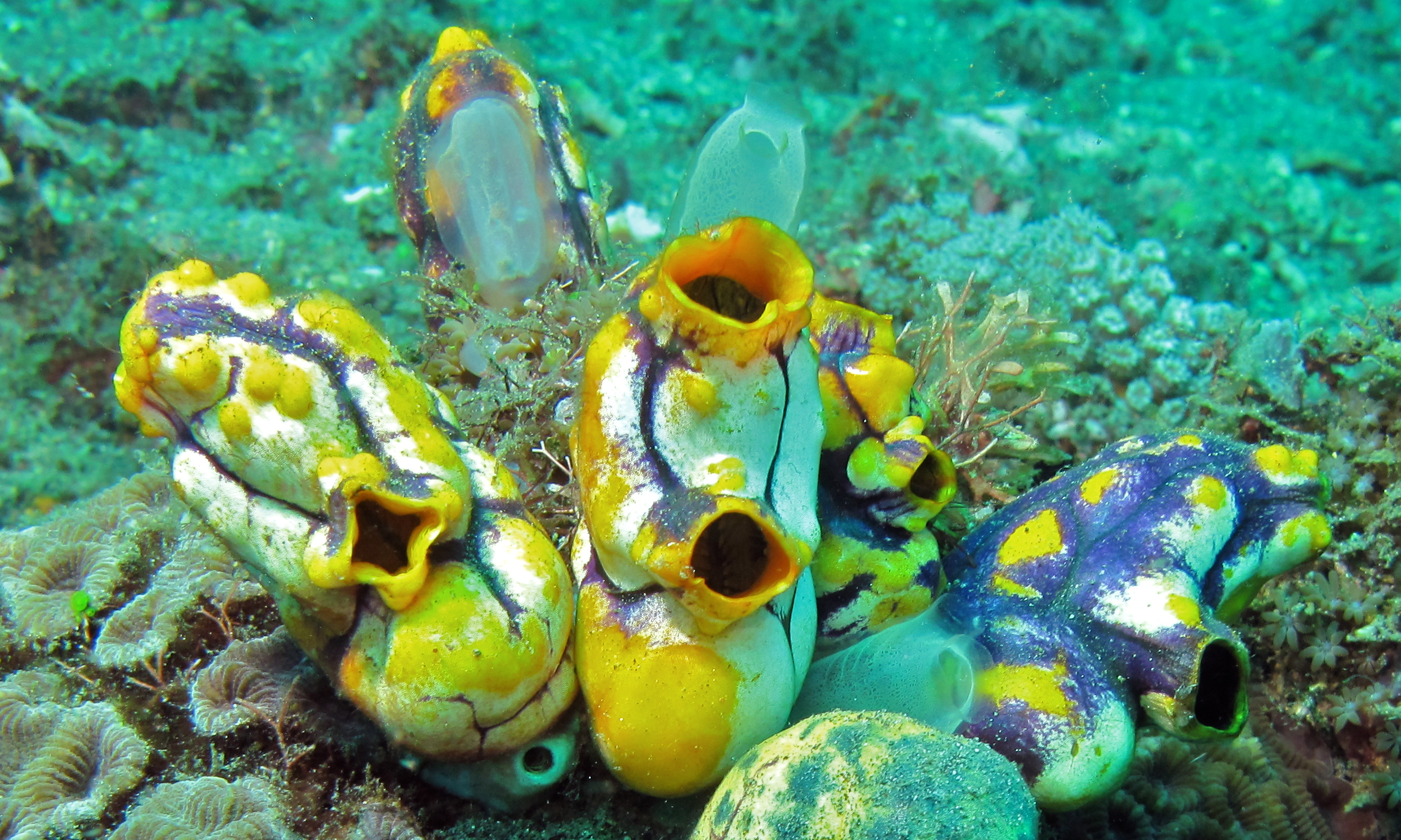
Polycarpa aurata